# 多恩堡-坎堡
多恩堡-坎堡（德語：Dornburg-Camburg，發音：[ˈdɔʁnbʊʁk ˈkambʊʁk]）是德国图林根州萨勒-霍尔茨兰县的城市，面积30.77平方千米，2023年12月31日人口为5,298人。该市镇于2008年12月1日由市镇多恩堡、坎堡和多恩多夫-施托伊德尼茨合并而成。